# Frank Wood
Frank Wood (10 febbraio 1960) è un attore statunitense, attivo in campo teatrale, televisivo e cinematografico.

## Biografia
Fratello della senatrice Maggie Hassan, Frank Wood ha studiato recitazione alla Wesleyan University e alla New York University. Nel 1999 ha vinto il Tony Award al miglior attore non protagonista in un'opera teatrale per la sua interpretazione nel dramma Side Man a Broadway. Ha recitato in altre produzioni di alto profilo a Broadway e nell'Off Broadway, tra cui i drammi Premio Pulitzer Agosto, foto di famiglia (2007) e Angels in America - Fantasia gay su temi nazionali (2010).

## Filmografia parziale

### Attore

#### Cinema
- Pazzo di te! (Down to You), regia di Kris Isacsson (2000)
- Criminali da strapazzo (Small Time Crooks), regia di Woody Allen (2000)
- Thirteen Days, regia di Roger Donaldson (2000)
- I Tenenbaum (The Royal Tenenbaums), regia di Wes Anderson (2001)
- In America - Il sogno che non c'era (In America), regia di Jim Sheridan (2002)
- People I Know, regia di Daniel Algrant (2002)
- Due madri per una figlia (Keane), regia di Lodge Kerrigan (2004)
- Flakes, regia di Michael Lehmann (2007)
- Michael Clayton, regia di Tony Gilroy (2007)
- L'amore secondo Dan (Dan in Real Life), regia di Peter Hedges (2007)
- Changeling, regia di Clint Eastwood (2008)
- Synecdoche, New York, regia di Charlie Kaufman (2008)
- Pelham 123 - Ostaggi in metropolitana (The Taking of Pelham 123), regia di Tony Scott (2009)
- St. Vincent, regia di Theodore Melfi (2014)
- Gold - La grande truffa (Gold), regia di Stephen Gaghan (2016)
- Detroit, regia di Kathryn Bigelow (2017)

#### Televisione
- Ed - serie TV, 1 episodio (2001)
- I Soprano (The Sopranos) - serie TV, 1 episodio (2001)
- Law & Order: Criminal Intent - serie TV, 1 episodio (2002)
- Medium - serie TV, 1 episodio (2005)
- Line of Fire - serie TV, 1 episodio (2005)
- Flight of the Conchords - serie TV, 17 episodi (2007-2009)
- Bored to Death - Investigatore per noia (Bored to Death) - serie TV, 1 episodio (2010)
- Fuori dal ring (Lights Out) - serie TV, 1 episodio (2011)
- Modern Family - serie TV, 1 episodio (2012)
- Grey's Anatomy – serie TV, episodio 8x20 (2012)
- The Good Wife - serie TV, 1 episodio (2012)
- Law & Order - Unità vittime speciali (Law & Order: Special Victims Unit) - serie TV, 11 episodi (2012-2024)
- Elementary - serie TV, 1 episodio (2013)
- The Newsroom - serie TV, 2 episodi (2013)
- Blue Bloods - serie TV, 1 episodio (2013)
- The Knick - serie TV, 10 episodi (2014-2015)
- Younger - serie TV, 1 episodio (2016)
- Girls - serie TV, 1 episodio (2016)
- The Night Of - Cos'è successo quella notte? (The Night Of) - miniserie TV, 4 puntate (2016)
- The Get Down - serie TV, 6 episodi (2016-2017)
- Mozart in the Jungle - serie TV, 2 episodi (2018)
- The Blacklist - serie TV, 1 episodio (2019)
- Bull - serie TV, episodio 5x08 (2020)
- Dopesick - Dichiarazione di dipendenza (Dopesick) – miniserie TV, puntata 6 (2021)
- Evil – serie TV, episodio 2x07 (2021)
- And Just Like That... – serie TV, episodio 1x03 (2021)
- Tulsa King – serie TV, episodi 1x02-1x08 (2022-2023)
- Law & Order: Organized Crime – serie TV, episodi 3x02-3x20 (2022-2023)
- Godfather of Harlem – serie TV, episodio 3x03 (2023)
- Billions – serie TV, episodio 7x02 (2023)
- FBI – serie TV, episodio 7x13 (2025)

### Doppiatore
- L'isola dei cani (Isle of Dogs), regia di Wes Anderson (2018)

## Doppiatori italiani
Nelle versioni in italiano delle opere in cui ha recitato, Frank Wood è stato doppiato da:
- Gianni Bersanetti in Law & Order: Organized Crime, Law & Order - Unità vittime speciali (st. 23-24)
- Roberto Pedicini in Criminali da strapazzo
- Roberto Accornero in Law & Order: Criminal Intent
- Massimo Rinaldi ne L'amore secondo Dan
- Massimiliano Plinio in Flight of the Conchords
- Stefano De Sando in Law & Order - Unità vittime speciali (ep. 14x08)
- Nicola Braile in The Good Wife
- Enzo Avolio in Blue Bloods
- Oliviero Dinelli in Grey's Anatomy
- Stefano Alessandroni in The Knick (ep. 1x10, st. 2)
- Gianni Giuliano in Detroit
- Luca Dal Fabbro in The Night Of - Cos'è successo quella notte?
- Franco Mannella in Changeling
- Massimo Giuliani in Bull
- Pasquale Anselmo in Dopesick - Dichiarazione di dipendenza
- Luca Biagini in Tulsa King
- Antonio Palumbo in Billions
- Maurizio Fiorentini in Law & Order - Unità vittime speciali (ep. 22x02)
- Dario Oppido in Law & Order - Unità vittime speciali (ep. 22x10)

Come doppiatore è stato sostituito da:
- Vladimiro Conti ne L'isola dei cani